# 카말딘 술레마나
카말딘 술레마나(영어: Kamaldeen Sulemana, 2002년 2월 15일 ~ )는 가나의 축구 선수로, 현재 이탈리아 세리에 A의 클럽 아탈란타에서 뛰고 있다. 포지션은 윙어이다.